# Diocesi di Codrula
La diocesi di Codrula (in latino Dioecesis Codrulensis) è una sede soppressa del patriarcato di Costantinopoli e una sede titolare della Chiesa cattolica.

## Storia
Codrula, nei pressi di Darumlar nell'odierna Turchia, è un'antica sede episcopale della provincia romana della Panfilia Seconda nella diocesi civile di Asia. Faceva parte del patriarcato di Costantinopoli ed era suffraganea dell'arcidiocesi di Perge.
La diocesi è menzionata nelle Notitiae Episcopatuum del patriarcato fino al XII secolo. Ad eccezione della prima Notitia (VII secolo), dove appare il termine Kodroula, le altre Notitiae riportano il nome Korydala, che non deve essere confuso con l'omonima città della Licia.
Cinque sono i vescovi attribuiti a questa sede. Il vescovo Severo è documentato in due occasioni nel 431: sottoscrisse la lettera inviata da un gruppo di vescovi rimasti a Costantinopoli e impossibilitati a raggiungere il concilio di Efeso; il 25 ottobre prese parte all'elezione del patriarca Massimiano di Costantinopoli. Maras partecipò al concilio di Calcedonia del 451 e sottoscrisse nel 458 la lettera dei vescovi della Pamfilia Seconda all'imperatore Leone I dopo la morte del patriarca Proterio di Alessandria. Giorgio assistette al concilio detto del Trullo del 692. Giovanni fu tra i padri del secondo concilio di Nicea nel 787. Infine Niceforo prese parte al concilio di Costantinopoli dell'879-880 che riabilitò il patriarca Fozio.
Dal 1933 Codrula è annoverata tra le sedi vescovili titolari della Chiesa cattolica; il titolo finora non è mai stato assegnato.

## Cronotassi dei vescovi greci
- Severo † (menzionato nel 431)
- Maras † (prima del 451 - dopo il 458)
- Giorgio † (menzionato nel 692)
- Giovanni † (menzionato nel 787)
- Niceforo † (menzionato nell'879)